# 1917 aux États-Unis
Pour des articles plus généraux, voir Chronologie des États-Unis et 1917.
Chronologie des États-Unis
- 1913
- 1914
- 1915
- 1916
- 1917
- 1918
- 1919
- 1920
- 1921

Cette page concerne des événements d'actualité qui se sont produits durant l'année 1917 du calendrier grégorien aux États-Unis.

## Gouvernement
- Président : Woodrow Wilson
- Vice-président : Thomas R. Marshall
- Chambre des représentants - Président

## Événements
Cet article présente une chronologie des événements de l'année 1917 aux États-Unis

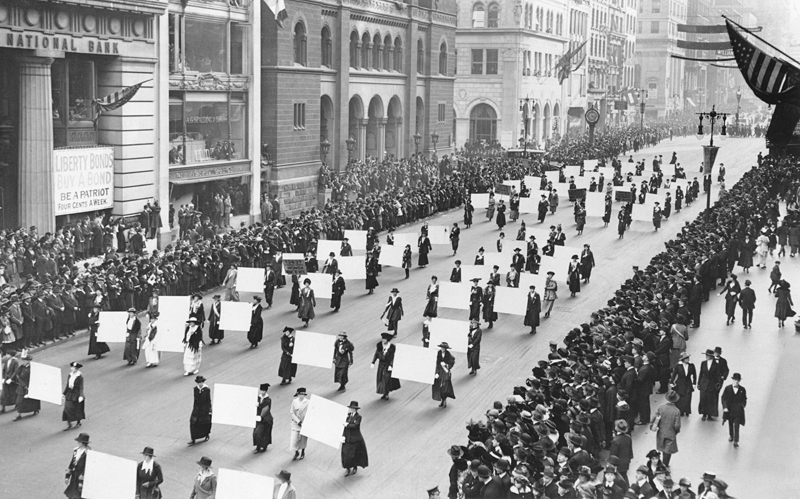
Octobre : manifestation de suffragettes à New York, sur la 5e avenue

- 22 janvier : Thomas Woodrow Wilson précise devant le Sénat ses conceptions sur une « Ligue pour la Paix ».
- 3 février : les États-Unis rompent leurs relations diplomatiques avec l’Empire allemand à l’annonce du renforcement de la guerre sous-marine.
- 5 février : 
  - Les États-Unis évacuent le territoire mexicain et reconnaissent le gouvernement de Venustiano Carranza.
  - L'immigration asiatique est interdite. Willson met son veto à cette loi[1].
- 24 février : affaire du télégramme Zimmermann : découverte d’un rapprochement secret entre le Mexique et l’Allemagne.
- 6 avril : les États-Unis déclarent la guerre aux empires centraux (Allemagne, Autriche-Hongrie et Empire ottoman). Les premières troupes américaines sont envoyés sur le front de l’ouest le 21 octobre.
- 8 avril : rupture des relations diplomatiques avec l'Autriche-Hongrie
- 13 avril[2] : création du « Committee on Public Information » (propagande pour la guerre).
  - Campagne de propagande pour la guerre. Le journaliste George Creel (en) devient le propagandiste officiel de la guerre et met sur pied un Comité d’information publique destiné à persuader les Américains que la guerre est une chose juste. 75 000 orateurs prononcent 750 000 discours dans 5 000 villes et villages. Les « four minute men » simulent dans les lieux publics des discussions houleuses que l’un des interlocuteurs « emporte » en déployant une rhétorique particulièrement efficace en faveur de l’entrée en guerre.
- Avril : la convention du Parti socialiste d'Amérique à Saint-Louis qualifie la déclaration de guerre de « crime contre le peuple des États-Unis ».
- 18 mai : loi sur le service militaire.
- 7 juin : création du Lions Clubs par Melvin Jones
- 15 juin : lois sur l’espionnage qui permettent d’inculper les opposants à la conscription. Neuf cents personnes environ seront emprisonnés.
- 18 juin : création de la Lewis and Vought Corporation, constructeur aéronautique qui devient en 1922 la Chance Vought Corporation.
- Août : création de l’American Defense Society (en) et de l’American Protective League (en) pour faire taire les propos séditieux.
- Rassemblements pacifistes durant l’été. Le parti socialiste obtient des scores élevés aux élections municipales dans l'est du pays (22 % à New York, 34,7 % à Chicago, 30,2 % à Buffalo).
- 23 août : émeutes raciales à Houston opposant des soldats afro-américains mutinés aux forces de l'ordre. Les émeutes et la répression font 11 morts et 46 blessés après déclaration de la loi martiale. 64 soldats sont arrêtés et envoyés en cour martiale. 41 soldats sont condamnés à la prison à vie et 13 autres sont pendus.
- 28 août : arrestation de Suffragettes rassemblées devant la Maison-Blanche pour faire pression sur le Président Woodrow Wilson en vue de l'adoption de « l'amendement Anthony» sur le droit de vote des femmes.
- 5 septembre[3] : arrestation de 165 responsables de l’IWW pour conspiration. Cent un Wobblies seront jugés et inculpés à des peines de prison en avril 1918. L’IWW ne s’en relève pas.
- 2 octobre : War Revenue Act. Mise en place d’une économie de guerre. Suppression de nombreuses déductions fiscales. Réforme de l'impôt sur le revenu, qui est fortement augmenté et élargi pour financer les dépenses militaires induites par l'entrée en guerre des États-Unis. La guerre est financée au 2/3 par l’emprunt (22,5 milliards de dollars) et au tiers par le recours à l’impôt (10 milliards). L’économie est mise sous la tutelle d’agences fédérales (Food Administration, War Industries Board, U.S. Railroad Administration). Le haut niveau des commandes entraîne une augmentation des salaires et la journée de huit heures est instaurée dans de nombreuses usines travaillant pour le gouvernement.
- 6 octobre : Trading with the Enemy Act, prohibant le commerce avec l'ennemi[4].
- 26 décembre : le gouvernement américain prend en charge le fonctionnement des chemins de fer.

## Naissances en 1917
- 27 mars : Cyrus Vance, homme politique, secrétaire d'État sous l'administration du président Carter. († 12 janvier 2002).
- 10 octobre : Thelonious Monk, pianiste et compositeur de jazz, auteur de nombreux standards du répertoire du jazz. († 17 février 1982)

#### Articles généraux
- États-Unis pendant la Première Guerre mondiale